# Noor de Jordania

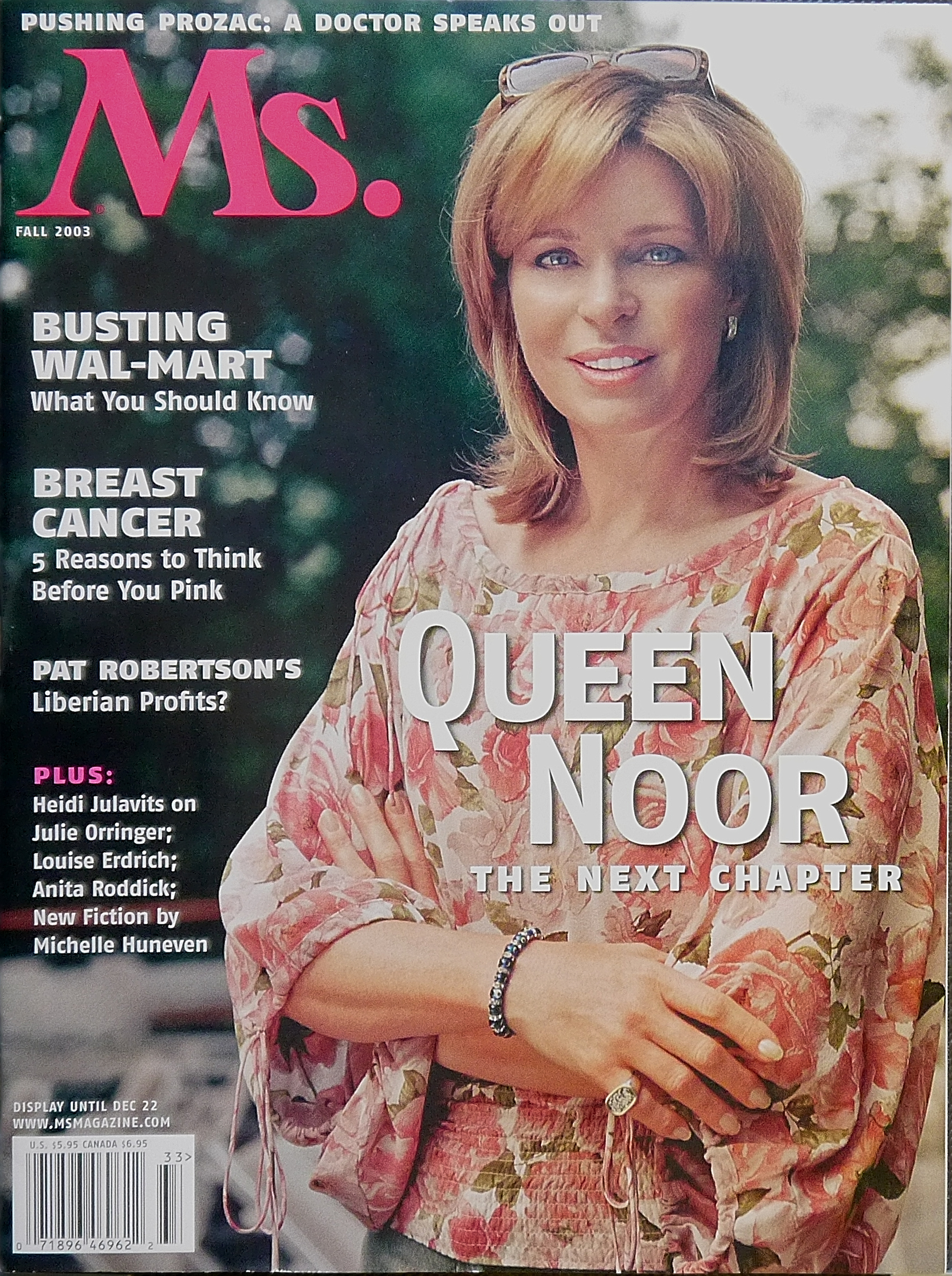
Noor,
en 2003

Noor Al-Hussein (en árabe, الملكة نور; nacida Lisa Najeeb Halaby; Washington; 23 de agosto de 1951) es una filántropa y activista estadounidense nacionalizada jordana que fue reina consorte de Jordania desde 1978 hasta 1999, como cuarta y última esposa del rey Huséin I. Actualmente, ostenta el título de reina viuda de Jordania desde la muerte de su marido, en 1999. A partir de 2023, es presidenta del movimiento United World Colleges y defensora de la campaña contra la proliferación de armas nucleares Global Zero.

## Biografía
De ascendencia siria, inglesa, sueca y escocesa, Noor (nacida Elizabeth «Lisa» Najeeb Halaby) fue hija de Najeeb Elias Halaby, director ejecutivo de la Pan Am y de su primera esposa, Doris Carlquist. En 1974 obtuvo la licenciatura en arquitectura y urbanismo de la Universidad de Princeton.
Lisa tiene dos hermanos, Christian y Alexa, y sus padres se divorciaron en 1977.
Lisa Halaby conoció al rey Husein cuando trabajaba en la ampliación del Aeropuerto Internacional de Amán. Se convirtió en la cuarta esposa del monarca jordano el 15 de junio de 1978. Cuando contrajeron matrimonio, dado que se convirtió al islam, Husein puso a su esposa el nombre por el que es actualmente conocida, Noor al-Hussein, que en árabe significa Luz de Husein. Noor fue reina consorte de Jordania desde el día de su boda hasta la muerte de su esposo, el 7 de febrero de 1999.
La reina Noor y el rey Husein tuvieron cuatro hijos: 
- El príncipe Hamzah (nacido el 29 de marzo de 1980), heredero de la Corona desde 1999 hasta 2004.
- El príncipe Hashim (nacido el 10 de junio de 1981).
- La princesa Iman (nacida el 24 de abril de 1983).
- La princesa Raiyah (nacida el 9 de febrero de 1986).

La reina Noor de Jordania ha colaborado con varias organizaciones internacionales para la resolución de conflictos. Entre otros cargos, ostenta la presidencia de la organización Colegios del Mundo Unido desde 1995.
Después de la muerte del rey Husein, el príncipe Hamzah (hijo de Noor) se convirtió en heredero presunto del nuevo rey Abdalá (hijo de un matrimonio anterior del rey Husein). En el año 2004, el príncipe Hamzah fue apartado del primer puesto de la sucesión por el monarca jordano.
En la actualidad, la reina viuda Noor reside entre Jordania, Washington y Londres. Continúa prestando apoyo a organizaciones internacionales y realizando apariciones públicas.
Ha sido relacionada sentimentalmente con el magnate mexicano Carlos Slim por una revista española.

## Áreas de trabajo

### Agenda nacional
La reina Noor fundó la Fundación Rey Hussein (KHF) en 1979. Incluye la Fundación Noor Al Hussein y ocho instituciones de desarrollo especializadas: el Instituto Jubilee, el Centro de Información e Investigación, el Conservatorio Nacional de Música, el Centro Nacional de Cultura y Artes, el Instituto de Salud de la Familia, el Programa de Desarrollo Comunitario, la Compañía de  microcrédito de Jordania (Tamweelcom) y la Compañía islámica de microfinanzas (Ethmar). Es la presidenta Honoraria de JOrchestra. Además, la reina Noor lanzó una iniciativa juvenil en 1980: el Congreso Internacional de la Juventud Árabe.

### Agenda internacional
El trabajo internacional de la reina Noor se centra en cuestiones ambientales y la conexión con la seguridad humana con énfasis en la salud del agua y los océanos. En la Conferencia Nuestro Océano de 2017, pronunció un discurso principal sobre el vínculo entre el cambio climático y la salud de los océanos con la seguridad humana. La reina Noor es Patrona de la Unión Internacional para la Conservación de la Naturaleza, Presidenta Fundadora y Emérita de BirdLife International, Fideicomisaria Emérita de Conservation International y miembro de Océano Elders. También fue presidenta de King Hussein Foundation International, una organización sin fines de lucro 501 (c) (3) estadounidense que, desde 2001, ha otorgado el Premio de Liderazgo del Rey Hussein. Es la presidenta del movimiento Colegios del Mundo Unido.

## Patronazgos
- Presidenta de Colegios del Mundo Unido (1995-presente).
- Presidenta y Fundadora de la Fundación Rey Hussein (KHF) (1999-presente).
- Miembro Fundador de Global Zero (2008-presente).[10]

## Premios
- Premio Mundiales de la Mujer: Premio Mundial de la Tolerancia (2006).

## Trabajos publicados
- Noor, Reina (2000). Hussein de Jordania. KHF Publishing.
- Noor, Reina (2003). Salto de Fe: Memorias de una vida inesperada. Nueva York, Nueva York, USA: Miramax/Hyperion. ISBN 0786867175.

## Títulos y tratamientos
| ● 23 de agosto de 1951-15 de junio de 1978: | Señorita Lisa Najeeb Halaby                 |
| ● 15 de junio de 1978-7 de febrero de 1999: | Su majestad la reina de Jordania            |
| ● 7 de febrero de 1999-presente:            | Su majestad la reina viuda Noor de Jordania |

## Distinciones honoríficas

### Distinciones honoríficas jordanas
- Dama gran collar de la Orden de Hussein ibn' Ali (05/06/1978).[11]
- Dama gran cordón de la Suprema Orden del Renacimiento (05/06/1978).

### Distinciones honoríficas extranjeras
- Gran Estrella de la Orden al Mérito de la República de Austria (República de Austria, 1978).
- Dama gran cruz de la Orden al Mérito de la República Italiana (República Italiana, 26/11/1983).[12]
- Dama de primera clase de la Orden de la Familia Real de Brunéi [DK] (Sultanato de Brunéi, 1984).
- Dama gran cruz de la Real Orden de Isabel la Católica (Reino de España, 22/03/1985).[13]
- Dama de la Orden de los Serafines (Reino de Suecia, 15/09/1989).
- Miembro de Clase Suprema de la Orden la Virtud (República Árabe de Egipto, 1989).
- Dama gran cruz de la Real y Distinguida Orden de Carlos III (Reino de España, 04/11/1994).[14]
- Dama de la Orden del Elefante (Reino de Dinamarca, 27/04/1998).
- Dama gran cruz de la Venerable Orden de San Juan (Reino Unido, 2013).

## Ancestros
|  |                                  |  |  |  |  |  |  |  |  |  |  |  |  |  |  |  |
|  | 8. Salim Halaby                  |  |  |  |  |  |  |  |  |  |  |  |  |  |  |  |
|  |                                  |  |  |  |  |  |  |  |  |  |  |  |  |  |  |  |
|  |                                  |  |  |  |  |  |  |  |  |  |  |  |  |  |  |  |
|  | 4. Najeeb Elias Halaby           |  |  |  |  |  |  |  |  |  |  |  |  |  |  |  |
|  |                                  |  |  |  |  |  |  |  |  |  |  |  |  |  |  |  |
|  |                                  |  |  |  |  |  |  |  |  |  |  |  |  |  |  |  |
|  | 9. Almas                         |  |  |  |  |  |  |  |  |  |  |  |  |  |  |  |
|  |                                  |  |  |  |  |  |  |  |  |  |  |  |  |  |  |  |
|  |                                  |  |  |  |  |  |  |  |  |  |  |  |  |  |  |  |
|  | 2. Najeeb Elias Halaby           |  |  |  |  |  |  |  |  |  |  |  |  |  |  |  |
|  |                                  |  |  |  |  |  |  |  |  |  |  |  |  |  |  |  |
|  |                                  |  |  |  |  |  |  |  |  |  |  |  |  |  |  |  |
|  | 10. John Thomas Wilkins          |  |  |  |  |  |  |  |  |  |  |  |  |  |  |  |
|  |                                  |  |  |  |  |  |  |  |  |  |  |  |  |  |  |  |
|  |                                  |  |  |  |  |  |  |  |  |  |  |  |  |  |  |  |
|  | 5. Laura Wilkins                 |  |  |  |  |  |  |  |  |  |  |  |  |  |  |  |
|  |                                  |  |  |  |  |  |  |  |  |  |  |  |  |  |  |  |
|  |                                  |  |  |  |  |  |  |  |  |  |  |  |  |  |  |  |
|  | 11. Mamie                        |  |  |  |  |  |  |  |  |  |  |  |  |  |  |  |
|  |                                  |  |  |  |  |  |  |  |  |  |  |  |  |  |  |  |
|  |                                  |  |  |  |  |  |  |  |  |  |  |  |  |  |  |  |
|  | 1. Reina Viuda Noor de Jordania  |  |  |  |  |  |  |  |  |  |  |  |  |  |  |  |
|  |                                  |  |  |  |  |  |  |  |  |  |  |  |  |  |  |  |
|  |                                  |  |  |  |  |  |  |  |  |  |  |  |  |  |  |  |
|  | 12. Karl Johan Carlquist         |  |  |  |  |  |  |  |  |  |  |  |  |  |  |  |
|  |                                  |  |  |  |  |  |  |  |  |  |  |  |  |  |  |  |
|  |                                  |  |  |  |  |  |  |  |  |  |  |  |  |  |  |  |
|  | 6. Franklin Elvin Carlquist      |  |  |  |  |  |  |  |  |  |  |  |  |  |  |  |
|  |                                  |  |  |  |  |  |  |  |  |  |  |  |  |  |  |  |
|  |                                  |  |  |  |  |  |  |  |  |  |  |  |  |  |  |  |
|  | 26. Nils Peter Persson Ljunggren |  |  |  |  |  |  |  |  |  |  |  |  |  |  |  |
|  |                                  |  |  |  |  |  |  |  |  |  |  |  |  |  |  |  |
|  |                                  |  |  |  |  |  |  |  |  |  |  |  |  |  |  |  |
|  | 13. Kristina Sofia Ljunggren     |  |  |  |  |  |  |  |  |  |  |  |  |  |  |  |
|  |                                  |  |  |  |  |  |  |  |  |  |  |  |  |  |  |  |
|  |                                  |  |  |  |  |  |  |  |  |  |  |  |  |  |  |  |
|  | 27. Sara Månsdotter Cassel       |  |  |  |  |  |  |  |  |  |  |  |  |  |  |  |
|  |                                  |  |  |  |  |  |  |  |  |  |  |  |  |  |  |  |
|  |                                  |  |  |  |  |  |  |  |  |  |  |  |  |  |  |  |
|  | 3. Doris Carlquist               |  |  |  |  |  |  |  |  |  |  |  |  |  |  |  |
|  |                                  |  |  |  |  |  |  |  |  |  |  |  |  |  |  |  |
|  |                                  |  |  |  |  |  |  |  |  |  |  |  |  |  |  |  |
|  | 14. Eli Ackroyd                  |  |  |  |  |  |  |  |  |  |  |  |  |  |  |  |
|  |                                  |  |  |  |  |  |  |  |  |  |  |  |  |  |  |  |
|  |                                  |  |  |  |  |  |  |  |  |  |  |  |  |  |  |  |
|  | 7. Mae Ethel Ackroyd             |  |  |  |  |  |  |  |  |  |  |  |  |  |  |  |
|  |                                  |  |  |  |  |  |  |  |  |  |  |  |  |  |  |  |
|  |                                  |  |  |  |  |  |  |  |  |  |  |  |  |  |  |  |
|  | 15. Janet Peddie                 |  |  |  |  |  |  |  |  |  |  |  |  |  |  |  |
|  |                                  |  |  |  |  |  |  |  |  |  |  |  |  |  |  |  |
|  |                                  |  |  |  |  |  |  |  |  |  |  |  |  |  |  |  |

| Predecesor: Alia Baha ed Din Toukan | Reina consorte de Jordania 15 de junio de 1978 - 7 de febrero de 1999 | Sucesor: Rania Al-Yassin |